# Janirella laevis
Janirella laevis is een pissebed uit de familie Janirellidae. De wetenschappelijke naam van de soort is voor het eerst geldig gepubliceerd in 1916 door Hansen.